# سیر رباعی
سیر رباعی عنوان کتابی است اثر سیروس شمیسا که در سال ۱۳۷۴ توسط انتشارات فردوس به چاپ رسیده  و تاکنون بارها توسط انتشارات متعدد باز نشر شده‌است. 

## سیر رباعی
کتاب سیر رباعی به تحول و تطور ساختی و مضمونی از آغاز تا اکنون پرداخته‌است. این کتاب به بررسی و پژوهش در معنای واژه رباعی، شاعران رباعی‌گوی، وزن آن و نظریه‌پردازان معروف رباعی به‌طور مفصل بحث شده‌است.

«سیر رباعی» از نوزده فصل به همراه یک ضمیمه دربارهٔ قالب مشهور به «فهلوی» در چهار فصل شکل یافته‌است.

از نکات جالب توجه این کتاب، تقسیم‌بندی شاعران رباعی‌سرا به رباعی‌سرایان شاعر، صوفی و عالم است.

## فهرست فصول
1. کلیات و تعاریف
2. منشأ رباعی
3. رباعی در عربی
4. اجمالی در سیر شعر فارسی
5. شاعران رباعی گو
6. صوفیان رباعی گو
7. عالمان رباعی گو
8. رباعیات مشاع یا سرگردان
9. رباعی و بدیهه گویی
10. رباعی و موسیقی
11. ساخت رباعی
12. انواع رباعی از نظر شکل
13. انواع رباعی از نظر معنی
14. شرح رباعیات
15. عروض رباعی
16. رباعی و بدیع
17. مجموعه‌های رباعی و فهلوی
18. رباعی به عنوان نامه
19. چند عنوان متفرقه

- ضمیمه در باب فهلوی
  - فهلوی گویان
  - اهمیت فهلوی
  - عروض فهلوی
  - چند عنوان متفرقه